# Chiesa di San Bartolomeo (Barberino Val d'Elsa)
La chiesa di San Bartolomeo è la chiesa principale di Barberino Val d'Elsa e si trova nel capoluogo comunale, in provincia di Firenze, diocesi della medesima città.

## Storia e descrizione

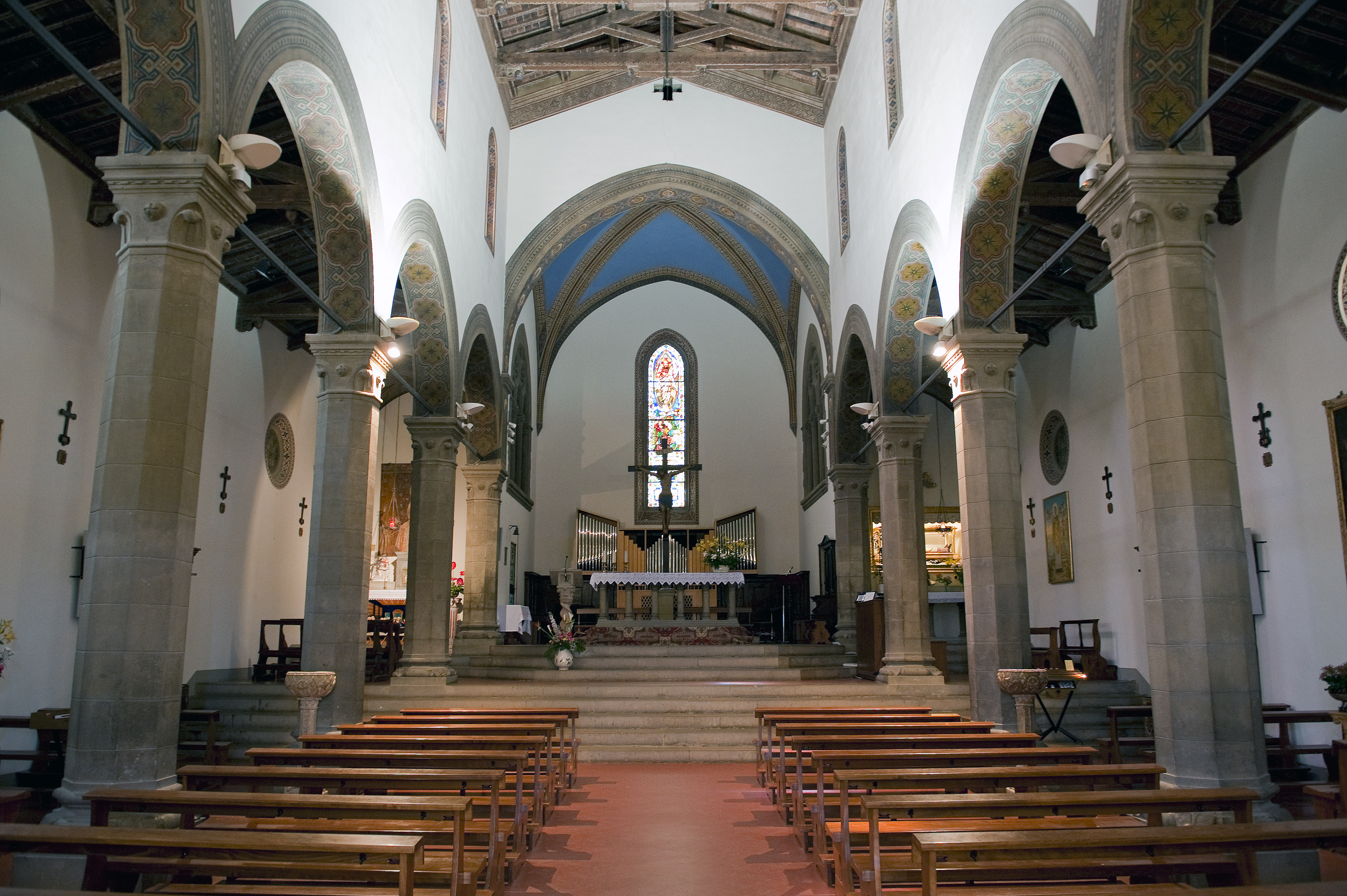
Interno

La chiesa è stata rimaneggiata nel Novecento in stile neogotico dall'architetto Giuseppe Castellucci e conserva, oltre ad un affresco frammentario del Trecento raffigurante l'Annunciazione, la tavola con la Madonna col Figlio del cosiddetto Maestro di Barberino (XIV secolo).

## Opere già in loco
Il busto in bronzo dorato del beato Davanzati, attribuito a Pietro Tacca, di pertinenza della chiesa, è attualmente custodito presso il Museo diocesano di Santo Stefano al Ponte a Firenze.
Il polittico eponimo del Maestro di Barberino è oggi sparso in vari musei internazionali.